# 1478.
◄ | 14. stoljeće | 15. stoljeće | 16. stoljeće | ►
◄ | 1440-ih | 1450-ih | 1460-ih | 1470-ih | 1480-ih | 1490-ih | 1500-ih | ►
◄◄ | ◄ | 1475. | 1476. | 1477. | 1478. | 1479. | 1480. | 1481. | ► | ►►
Arhitektura • Astronomija • Glazba • Knjige • Književnost • Kršćanstvo • Medicina • Pravo • Promet • Slikarstvo • Znanost

## Događaji
- 19. svibnja – Prestao postojati Markizat Oristano.

## Rođenja
- 26. svibnja — Giulio de' Medici, kasniji papa Klement VII. († 1534.)
- 6. prosinca — Baldassare Castiglione, talijanski državnik i književnik († 1529.)

## Smrti
- Lovro Dobričević – hrvatski slikar (* oko 1420.)

## Vanjske poveznice
|  | Zajednički poslužitelj ima još gradiva o temi 1474. |